# Партений Павлович
Партений Павлович е сред значимите български книжовници, предшественици на Паисий Хилендарски.
Той е също църковен и политически деец, радетел за южнославянското възраждане. Въвежда автобиографичния жанр в българската литература
.

## Биография
Роден е в Силистра, където получава добро образование на гръцки и български. До 1715 година учи в Букурещ, след това обикаля Венеция, Болоня, Флоренция, Падуа, Рим, Неапол, Корфу и Янина. В Костур слуша лекции по логика и математика при философа йеромонах Методий Антракитис. В продължение на една година е учител в далматинското градче Рисан (дн. в Черна гора), след което става дякон под името Партений в сръбския манастир „Свети Сава“, протосингел на сръбския патриарх Арсений IV Йованович. Работи в Сремски Карловци, Белград, Печ и Виена. По поръчение на патриарх Арсений IV и във връзка с подготвящата се австро-турска война предприема тайна мисия из българските земи и посещава Силистра, Пловдив, София, Бачковския и Рилския манастир до 1735 година. След оттеглянето на австрийската войска от Ниш и удавеното в кръв Нишко въстание заедно с Арсений IV и хиляди бежанци Партений се изселва в Хабсбургската империя и до края на живота си живее в изгнание. През 1750 година става епископ. Водени са също преговори да бъде избран за първия православен митрополит на Трансилвания, но в хода на тези обсъждания на 29 април 1760 година Партений умира.
Сред активната му дейност са писма до руската императрица Елисавета Петровна, преводи на църковни книги и добавени бележки към тях, няколко автобиографични труда и две стихотворения – „Песен за Русия“ и „Похвала на сръбските крале“ (24. май 1733 г., ръкопис № 267 на Софийската народна библиотека). Превежда от гръцки на черковнославянски „Ода за второто Христово пришествие“, написана от гръцкия император Лъв Премъдри.